# Прекрасний часослов герцога Беррійського
«Прекрасний часослов герцога Беррійського» (фр. Les Belles Heures) — ілюмінований рукопис початку XV століття, створений на замовлення Жана Беррійського братами Лімбургами. Зберігається в середньовічному зібранні музею Метрополітен, Нью-Йорк.
В інвентарі за 1413 рік хранитель бібліотеки герцога Робіне д'Етампа описує цей рукопис як:
|  | … прекрасний часослов, дуже добре і багато ілюстрований. На його початку розташовується витончено написаний та ілюстрований календар; до нього примикають сцени життя і мучеництва Святої Катерини; далі йдуть чотири Євангелія і дві молитви до нашої любої Діви; з них починаються години Діви Марії і різні інші години і молитви … |

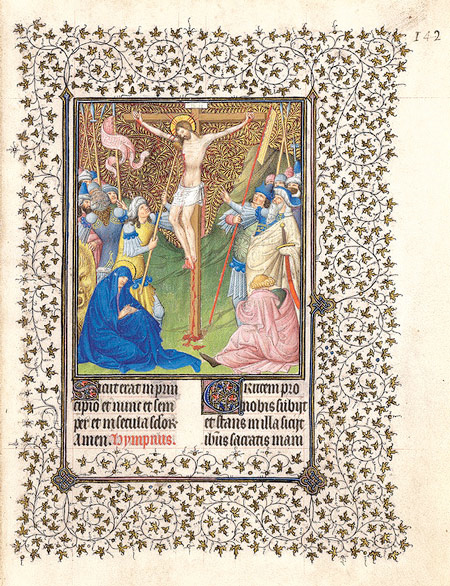
Лист 142, «Розп'яття».

Імена художників, які працювали над Часословом не згадані, сказано лише, що він виконаний «працівниками» герцога. Однак історики мистецтва, ґрунтуючись на стилістичній схожості, впевнено приписують авторство мініатюр братам Лімбургам. Про загальну кількість художників, які працювали над рукописом, даних немає. Точний час зарахування братів на службу до герцога Беррійського невідомий: до цього вони (принаймні двоє з них) були мініатюриста Пилипа Сміливого. У період з 1405 по 1408 рік імена братів не згадуються в джерелах. Міллард Місс вважаючи, що часослов був завершений в 1408 або 1409 роках, припускав, що робота над ним розпочалася в 1405 році. До Місса створення Прекрасного часослова відносили до пізніших дат. Він же приписував більшість мініатюр часослова Полю Лімбургу.
У дослідників не викликає сумнівів те, що манускрипт був замовлений саме Жаном Беррійським: п'ять аркушів часослова займають зображення гербів герцога, серед мініатюр — два його портрети в образі молодої людини (листи 91 і 223v).
Прекрасний часослов — перша робота братів Лімбургів для герцога Беррійського. Теми для мініатюр взяті з «Золотої легенди» Якова Ворагінського: життя Богоматері, процесія Святого Григорія, історія Бруно і Діокре, історія Сятого Ієроніма і відлюдників Антонія і Павла; життя Катерини Александрійської (особливо шанованої в роду Валуа).
Розмір сторінок становить 238×170 мм. Загалом в часослові 172 сторінки з пергаменту. Мініатюри виконані тушшю і темперою з використанням золота.
Після смерті Жана Беррійського Прекрасний часослов придбала Іоланда Арагонська, герцогиня Анжуйська. До зібрання The Cloisters — відділу музею Метрополітен — часослов надійшов з колекції французької гілки родини Ротшильдів.